# Hoang mạc hóa

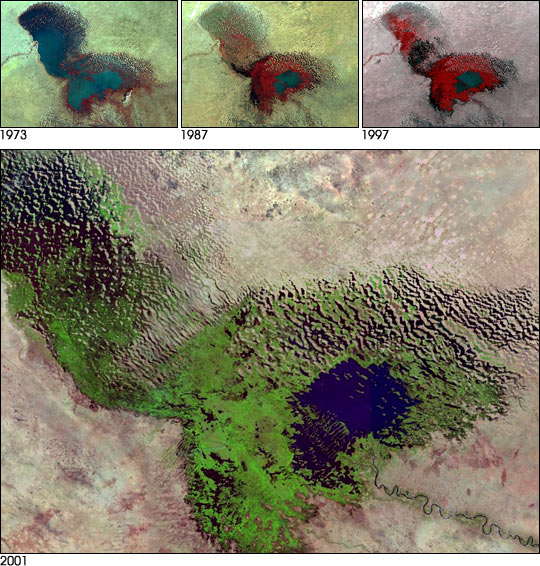
Hồ Tchad trong một bức ảnh vệ tinh năm 2001, với vùng nước màu xanh lam. Từ thập kỷ 1960, hồ đã co lại, giảm 95% diện tích.

Sa mạc hóa hay hoang mạc hóa là hiện tượng suy thoái đất đai ở những vùng khô cằn, gây ra bởi sinh hoạt con người và biến đổi khí hậu. Khuynh hướng sa mạc hóa gần đây đã tăng nhanh trên toàn thế giới vì biến đổi khí hậu, nạn phá rừng, áp lực dân số làm tăng nhu cầu trồng trọt và chăn nuôi.
Ảnh hưởng lớn nhất của nạn sa mạc hóa là nét đa dạng sinh thái bị suy giảm và năng suất đất đai cũng kém đi.

## Nguyên nhân
Trong các nguyên nhân gây ra nạn sa mạc hóa, phần lớn là do tác động của con người từ khoảng 10.000 năm nay (Thế Holocen). Việc lạm dụng đất đai trong các ngành chăn nuôi gia súc (nhất là mục súc), canh tác ruộng đất, phá rừng, đốt đồng, trữ nước, khai giếng, tăng độ mặn của đất và biến đổi khí hậu toàn cầu đã góp sức làm sa mạc hóa nhiều vùng trên trái đất.
Đất sa mạc thường có biên giới rõ rệt với miền kế cận nhưng cũng có khi vùng sa mạc tiếp giáp một vùng chuyển tiếp rồi mới đến vùng đất ẩm nên miền ven sa mạc khó ấn định hơn. Vùng chuyển tiếp ở ven sa mạc này thường có hệ sinh thái mong manh. Đây cũng là nơi có nhiều tiểu khí hậu. Thí dụ như: cồn cát cao có thể che khuất gió cho một thửa đất trũng, và từ đó tạo điều kiện cho cây cỏ mọc xen vào. Đến khi có mưa thì vùng có thảo mộc sẽ có nhiệt độ mát hơn.
Hệ sinh thái ở vùng ven rất dễ bị dao động bởi sinh hoạt con người như trong trường hợp chăn nuôi. Móng guốc của loài mục súc thường nện chặt các tầng đất, làm giảm lượng nước thấm xuống các mạch nước ngầm. Những lớp đất trên thì chóng khô, dễ bị gió mưa xói mòn. Con người còn gây nên nạn đốn cây lấy củi cùng động tác của các loài gia súc gặm cỏ làm hư lớp rễ thảo mộc vốn quyện lớp đất xuống. Đất vì đó dễ tơi lên, chóng bị khô và biến thành bụi. Hiện tượng này diễn ra ở những vùng ven sa mạc khi con người chuyển từ lối sống du mục sang lối sống ngụ canh.
Các cồn cát sa mạc cũng có thể di chuyển góp phần vào hiện tượng sa mạc hóa. Gió là động lực chính đẩy các cồn cát. Những hạt cát có thể lăn trên mặt đất hoặc tung lên trên không rồi rơi xuống. Chính động tác tung lên sẽ làm dao động thêm, khuếch đại lượng cát bị xô đẩy. Kết quả là lũ cát khi cả một cồn cát trườn vào. Khi có gió mạnh làm bão cát thì lũ cát có thể làm cồn cát tiến lên hàng chục mét tương tự như hiện tượng tuyết truồi (avalanche). Lũ cát còn có thể xảy ra khi cát dồn lên đến đỉnh cồn sẽ trượt xuồng triền dốc bên kia, làm cồn cát tiến lên.
Hạn hán có khi bị ngộ nhận là nguyên do của tiến trình sa mạc hóa. Hạn hán phải nói là góp phần trong tiến trình đó nhưng nguyên do chính là do áp lực sinh hoạt con người trên môi trường thiên nhiên. Theo địa chất học thì trước thời kỳ văn minh nhân loại, không có bằng chứng khoa học nào để nói rằng diện tích sa mạc đang lan rộng thêm. Chỉ sau khi con người thay đổi môi trường  sống ta mới thấy hiện tượng sa mạc hóa.
Hạn hán là biến chuyển thường xuyên xảy ra ở những vùng khô cằn nhưng khi đã có mưa thì môi sinh bình phục nhanh chóng. Chính là nạn lạm dụng đất đai làm suy thoái chất đất như trong trường hợp chăn nuôi mục súc quá tải và nạn nhân mãn đã tăng cường tốc độ sa mạc hóa ở vùng ven sa mạc. Dân du mục khi muốn thoát vùng sa mạc khô cằn thường đưa đàn mục súc đến vùng ven để sinh sống nhưng chính động tác đó đã làm sa mạc thêm rộng lớn và họ đã vô tình mang cái khô cằn của sa mạc theo với họ.
Vùng khô cằn cũng có thể canh tác được nhưng khi áp lực của con người làm hư hại lượng thảo mộc thiên nhiên thì đất khô dễ bị gió biến thành bụi. Thiếu bóng rợp, nước trong lòng đất mau bốc hơi, lưu lại chất muối làm tăng độ mặn của đất. Quá trình này làm đất thêm cằn cỗi, cây cỏ không mọc được và tốc độ suy thoái càng nhanh khi khí hậu trong vùng bị biến đổi với lượng mưa càng ít đi.

## Thời lịch sử
Những sa mạc lớn trên thế giới hình thành một cách tự nhiên qua hàng nghìn năm, không do sinh hoạt con người. Diện tích sa mạc khi rộng, khi hẹp nhưng đã ổn định vì khí hậu và thảm thực vật.
Sa mạc Sahara theo khảo cổ học thì từng là một bình nguyên cỏ mọc (savanna) rồi biến thành sa mạc tùy theo vũ lượng. Tuy nhiên từ khi con người có mặt và thay đổi môi trường thiên nhiên, các vùng sa mạc ngày càng lớn rộng với tốc độ nhanh chưa từng có.

## Hiện trạng
Vào thập niên 1930 tại Hoa Kỳ, vì quá tải chăn nuôi mục súc và canh nông ở vùng Đại Bình nguyên Bắc Mỹ cùng với cơn hạn hán dài hạn, kết quả là trận "Dust Bowl" vĩ đại làm hư hại đất canh nông và hàng chục nghìn người phải sơ tán. Sau đó với nhiều cải tiến về lối canh tác đất và sử dụng nước con người đã phản ứng kịp thời nên vấn nạn Dust Bowl không còn tái diễn. Tuy vậy ở những quốc gia đang phát triển nạn sa mạc hóa vẫn đang diễn ra, gây ảnh hưởng đến hàng chục triệu người.
Nạn nhân mãn và phép hỏa canh làm rẫy ở vùng nhiệt đới là nguyên do chính của nạn phá rừng. Khi đã mất thảm thực vật, hậu quả là đất đai bị xói mòn, mất chất màu và cuối cùng là biến thành sa mạc. Hiện tượng này rõ nhất ở vùng cao nguyên Madagascar nơi 7% diện tích là đất cằn đồi trọc, không còn khả năng trồng cấy được nữa.
Nạn quá tải mục súc là vấn nạn ở Phi châu như vùng núi Waterberg ở Nam Phi và dải Sahel. Sa mạc Sahara hiện nay đang tiến dần về phía nam với tốc độ 45 km/năm.
Các nước Trung Á như Kazakhstan, Kyrgyzstan, Mông Cổ, Trung Hoa, Tajikistan, Afghanistan, Turkmenistan, Iran và Uzbekistan cũng bị ảnh hưởng nặng. Riêng Kazakhstan kể từ năm 1980, gần 50% diện tích trồng trọt đã bị bỏ hoang vì đất quá cằn trong tiến trình sa mạc hóa.

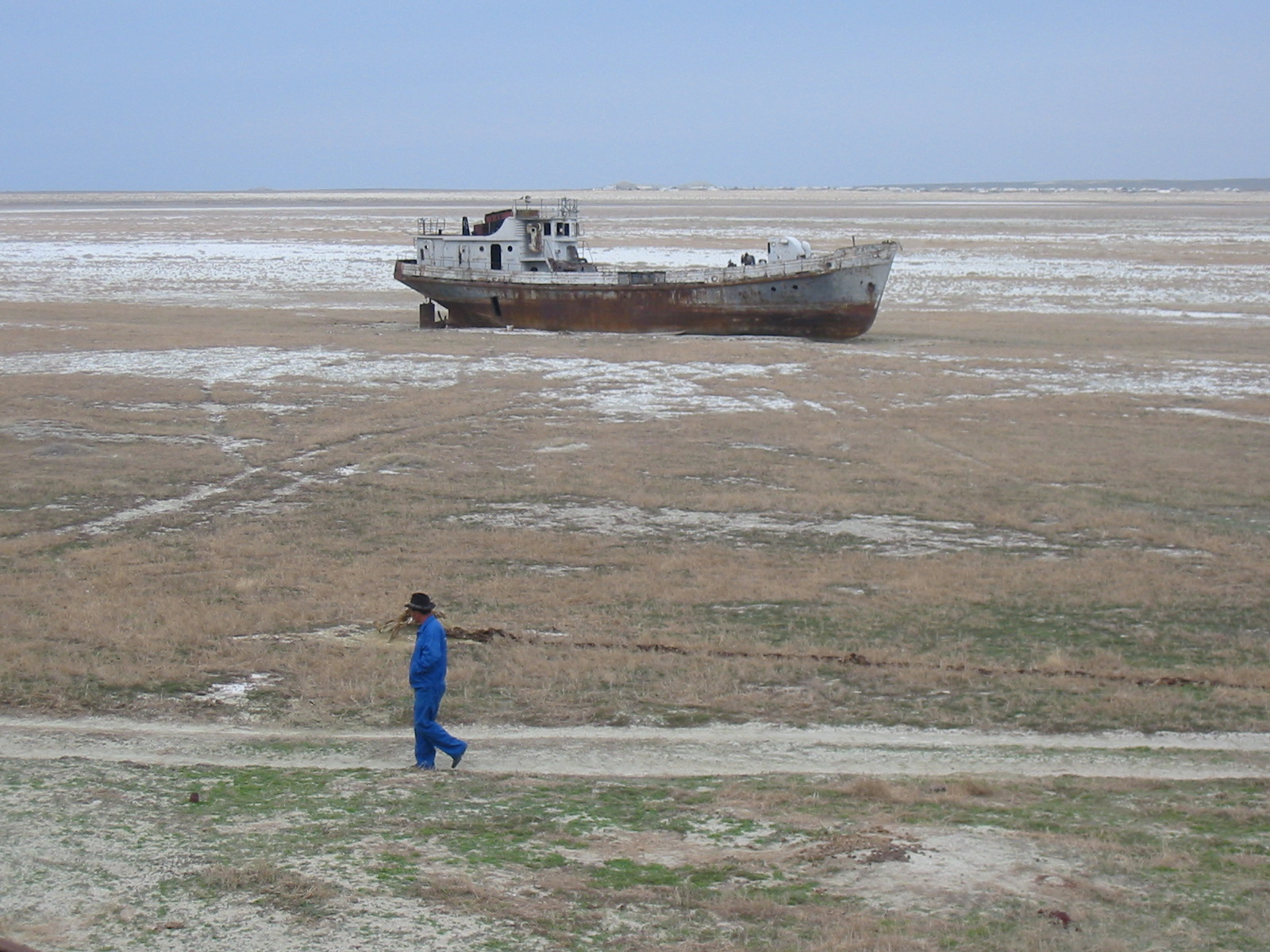
Tàu mắc cạn vì biển Aral ở Trung Á cạn nước

Hồ Ngải Bỉ (Aibi) ở Tân Cương, Trung Quốc, gần biên giới với Kazakhstan thì bị đe dọa nặng với diện tích trước kia là 580 dặm vuông nay thu hẹp lại còn non 193 dặm vuông.
Ngay ở Việt Nam nhất là Miền Trung cũng có khu vực đất đai bị thoái hóa trên tiến trình trở thành hoang địa cằn cỗi. Sa mạc hóa ở Việt Nam tập trung vào bốn khu vực: Tây Bắc, duyên hải Miền Trung, Tây Nguyên và tứ giác Long Xuyên. Trong đó Ninh Thuận và Bình Thuận là vùng khô hạn nhất.
Ngay ở Đồng bằng sông Cửu Long con người đã lạm canh; có nơi trốc đi 30-40 cm lớp đất trên để lấy đất sét dùng làm gạch ngói sinh lợi. Hơn nữa người dân nghĩ là khi hạ mặt ruộng xuống thấp hơn thì dễ dẫn nước vào ruộng. Nhưng hậu quả thì tai hại, chất đất bị suy kiệt nên năng suất mùa màng kém nhiều, giảm đến 40%. Có thể phải 6 năm sau mới phục hồi được.

## Biện pháp
Vì nguy cơ thiệt hại đến hệ sinh thái, nhiều quốc gia có biện pháp chống sa mạc hóa như Kế hoạch Hành động Bảo tồn Đa dạng Sinh thái (Biodiversity Action Plans). Các biện pháp ứng dụng thường nhắm vào giảm thiểu tốc độ sa mạc hóa và tái tạo đất màu nhưng động cơ nguyên thủy như chăn nuôi và canh tác đất quá lạm vẫn chưa khắc phục được.
Các thảo mộc thuộc Họ Đậu vì có khả năng rút đạm khí từ không khí rồi châm xuống đất nên thường được trồng để cải tạo địa chất. Những biện pháp khác phải kể việc xếp đá quanh gốc cây để tụ sương và giữ độ ẩm, hay cào luống nhỏ để tích hột cây cỏ khỏi bị gió thổi và hoãn nước mưa không tháo quá nhanh. Vùng Sahel ở Phi châu áp dụng cách trồng cây xanh cản gió để giảm thiểu khả năng đất bị bốc bụi và nước bốc hơi.
Với nhu cầu dùng củi làm nhiên liệu ở các nước đang phát triển khá cao, vấn đề dân chúng đốn cây để lấy củi là một động lực gia tăng nạn sa mạc hóa. Một biện pháp là phổ biến loại lò bếp dùng năng lượng mặt trời để nấu nướng hoặc những loại lò bếp củi có hiệu suất cao (high efficiency).
Có địa phương cho đặt rào chắn cát để cản sức gió đồng thời trồng các loài thảo mộc cho đất khỏi bị xói mòn. Bụi cây xanh trồng ở chân đụn cát có khả năng ổn định vị trí của đụn và giảm lượng cát bị gió di chuyển.